# Xysticus ovcharenkoi
Xysticus ovcharenkoi là một loài nhện trong họ Thomisidae.
Loài này thuộc chi Xysticus. Xysticus ovcharenkoi được Yuri M. Marusik & Dmitri Viktorovich Logunov miêu tả năm 1990.